# كانون (شركة)
شركة كانون المندمجة (بالإنجليزية: .Canon Inc) شركة متعددة الجنسيات متخصصة في تصنيع أجهزة التصوير مثل الكاميرات (الفيديو والثابتة) وآلات نسخ الوثائق وطابعات الحاسوب.وتقع مقراتها في أوتا، طوكيو عاصمة اليابان.
و سميت بـ «كانون» تيمناً بأول كاميرا صنعتها الشركة «كوانون» ، والاسم مستوحى من بوذا الرحمة، لذا تم تغيير الاسم إلى كانون ليتم قبوله عالمياً.

## التاريخ
أنشأت الشركة (والتي كان اسمها «معمل المواد البصرية الدقيقة») عام 1937 م في طوكيو، من قِبل تاكيشي ميتاراي وغورو توشيدا وسابورو يوشيدا وتاكيو مايدا.
لكن بداياتها الفعلية كانت في 1934 حين أقدم جورو يوشيدا إلى تركيب نموذم لم يطرح في الأسواق لآلة تصوير سميت ب كوانون نسبتا لآلهة بوذية أفالوكيتسافارا

## المنتجات
تصنع الشركة منتجاتها للشركات وللأفراد وتشمل: الطابعات بأنواعها وآلات نسخ وتصوير الوثائق، والماسحات الضوئية والمناظير بأنواعها، وأخيراً الكاميرات الفلمية والرقمية، للصور الثابتة وللفيديو، وملحقاتها مثل العدسات والومّاضات وغيرها.

## مقرات الشركة
للشركة مقرات إقليمية في أمريكا، أوروبا، الشرق الأوسط، أفريقيا وآسيا، واليابان.

## وصلات خارجية
- الموقع الرسمي
- موقع كانون الرسمي في الشرق الأوسط (بالإنجليزية)